# لوئیز بورگوئن
لوئیز بورگوئن (فرانسوی: Ariane Louise Bourgoin‎؛ زادهٔ ۲۸ نوامبر ۱۹۸۱) بازیگر و مانکن اهل کشور فرانسه است. وی از سال ۲۰۰۸ میلادی تاکنون مشغول فعالیت بوده‌است.
از فیلم‌هایی که وی در آنها بازی کرده‌است می‌توان به نیکولا کوچولو، سپید همچون برف، ماجراهای شگفت‌انگیز ادل بلانسک، راهبه، عشق پانچ و موهاوی اشاره کرد.